# Sully (film)
Sully è un film del 2016 diretto da Clint Eastwood.
La pellicola, con protagonista Tom Hanks, è la prima ad essere girata interamente in formato IMAX e narra l'ammaraggio del volo US Airways 1549 avvenuto il 15 gennaio 2009 nel fiume Hudson, a New York, basandosi sull'autobiografia Highest Duty: My Search for What Really Matters del pilota Chesley Sullenberger, scritta insieme all'autore e giornalista Jeffrey Zaslow.

## Trama
Chesley Sullenberger, detto "Sully", è un esperto pilota di aerei di linea della compagnia US Airways che la mattina del 15 gennaio 2009 ricopre il ruolo di comandante del velivolo Airbus A320, che deve svolgere il volo 1549, decollando dall'aeroporto LaGuardia di New York in direzione dell'aeroporto di Seattle-Tacoma, con uno scalo all'aeroporto di Charlotte-Douglas. L'aeroplano, sotto la guida di Sully e del primo ufficiale Jeffrey Skiles, non appena si solleva in aria, impatta contro uno stormo di grossi uccelli, perdendo l'utilizzo di entrambi i motori. Il comandante si rende conto, che l'unico modo per cercare di salvare le persone a bordo (155 tra equipaggio e passeggeri) è tentare un ammaraggio nel fiume Hudson e riesce nell'impresa senza provocare vittime. Sully viene acclamato e considerato un eroe dall'opinione pubblica; tuttavia viene posto sotto inchiesta dall'ente aeronautico, per non aver seguito il protocollo di volo ed aver messo in grave pericolo l'equipaggio e i passeggeri, e dall'assicurazione, che lo accusa di aver causato la distruzione dell'aereo.
Combattuto tra i sensi di colpa e la soddisfazione per aver salvato tante persone, Sully deve affrontare la commissione d'inchiesta, che cerca di dimostrare che il pilota avrebbe avuto la possibilità di tornare all'aeroporto LaGuardia o di atterrare presso il vicino aeroporto di Teterboro. In particolare l'accusa si avvale sia di simulazioni di volo al computer che di sessioni al simulatore di volo, che confutano la tesi che il pilota non avrebbe avuto altra scelta che l'ammaraggio sull'Hudson. In una drammatica sequenza finale, Sully dimostra che le condizioni su cui si basavano le simulazioni erano imprecise ed errate, oltre che studiate ed elaborate a lungo, mentre nella realtà un pilota, che sta per rischiare un incidente, si trova in una situazione inaspettata e ha solo pochi istanti di tempo per prendere le sue decisioni e che solo la sua rischiosa scelta avrebbe potuto salvare i passeggeri. Sully viene quindi definitivamente scagionato ed è a tutt'oggi ricordato come un eroe.

## Produzione
Il budget del film è stato di 60 milioni di dollari.

## Promozione
Il primo trailer del film viene diffuso il 29 giugno 2016, mentre il primo trailer italiano viene diffuso il 18 luglio seguente.

## Distribuzione
Il film è stato presentato in anteprima al Telluride Film Festival il 2 settembre 2016, ricevendo delle ottime recensioni.
La pellicola è stata distribuita nelle sale cinematografiche statunitensi a partire dal 9 settembre 2016, mentre in quelle italiane dal 1º dicembre dello stesso anno.

### Divieti
Il film ottiene un divieto PG-13, cioè vietato ai minori di 13 anni non accompagnati dai genitori, per la presenza di "scene di pericolo e linguaggio non adatto".

## Accoglienza

### Incassi
Il film si posiziona primo in classifica al suo primo weekend di programmazione negli Stati Uniti con un incasso di 35,5 milioni di dollari. In totale guadagna 240 milioni di dollari, di cui 125 nel Nord America.

### Critica
La pellicola ottiene ottime critiche, ricevendo come punteggio su CinemaScore una A. Sul sito Rotten Tomatoes ottiene l'84% delle recensioni professionali positive, con un voto medio di 7,2 su 10, basato su 227 critiche.

## Riconoscimenti
- 2017 - Premio Oscar[10]
  - Candidatura per il miglior montaggio sonoro
- 2016 - National Board of Review of Motion Pictures[11]
  - Migliori dieci film dell'anno
- 2017 - Critics' Choice Awards[12]
  - Candidatura per il miglior film
  - Candidatura per il miglior attore a Tom Hanks
  - Candidatura per la migliore sceneggiatura non originale a Todd Komarnicki
  - Candidatura per il miglior montaggio a Blu Murray
- 2016 - American Film Institute[13]
  - Migliori dieci film dell'anno
- 2017 - Satellite Award[14]
  - Candidatura per il miglior attore a Tom Hanks
  - Candidatura per la miglior sceneggiatura non originale a Todd Komarnicki
  - Candidatura per i migliori effetti visivi
- 2016 - Hollywood Film Awards
  - Attore dell'anno a Tom Hanks
- 2017 - Palm Springs International Film Festival
  - Miglior attore a Tom Hanks
- 2017 - People's Choice Awards
  - Candidatura per il miglior film drammatico
- 2016 - Variety[15]
  - Migliori dieci film dell'anno
- 2016 - The New Yorker[16]
  - Migliori film dell'anno
  - Miglior regista a Clint Eastwood
  - Miglior attore a Tom Hanks
  - Miglior attore non protagonista a Aaron Eckhart
  - Miglior fotografia a Tom Stern
  - Miglior montaggio a Blu Murray
- 2017 - Visual Effects Society[17]
  - Candidatura per i migliori effetti speciali di supporto in un film
- 2017 - AARP Movies for Grownups Awards[18]
  - Candidatura per il miglior film
  - Candidatura per il miglior attore a Tom Hanks
  - Candidatura per il miglior regista a Clint Eastwood
- 2017 - People's Choice Awards[19]
  - Attore in un film drammatico preferito dal pubblico a Tom Hanks
  - Candidatura per il film drammatico preferito dal pubblico
- 2017 - David di Donatello[20]
  - Candidatura per il miglior film straniero